# Jeroen Rauwerdink
Jeroen Rauwerdink (ur. 13 września 1985 roku w Zeist) – holenderski siatkarz, reprezentant Holandii, grający na pozycji przyjmującego.

## Sukcesy klubowe
Puchar Holandii:
- 2002, 2008

Puchar Top Teams:
- 2003

Mistrzostwo Holandii:
- 2003, 2007, 2008, 2021, 2022[1]

Superpuchar Holandii:
- 2007, 2021

Puchar Ligi Greckiej:
- 2018, 2019

Puchar Challenge:
- 2018

Mistrzostwo Grecji:
- 2018, 2019

## Sukcesy reprezentacyjne
Liga Europejska:
- 2006, 2012

## Nagrody indywidualne
- 2018: MVP Pucharu Ligi Greckiej
- 2019: MVP w finale o Mistrzostwo Grecji